# Isla Komba
Isla Komba (en malgache: Nosy Komba) es una pequeña isla volcánica situada al noreste de Madagascar, entre Nosy Be (Isla grande) y la isla Grande Terre. Su punto más alto es el volcán Antaninaomby a 622 metros.
Es el hogar de muchas familias de lémures (Lemuridae), considerados sagrados por los isleños.
También es llamada Nosy Ambariovato, lo que significa "isla rodeada de rocas". Está protegida por las rocas volcánicas de corrientes fuertes. Recubierta con una selva espesa y densa, que tiene una rica flora y fauna variada. Sus hermosas playas y la soledad que prevalece hace que sea un destino para los amantes de la relajación.